# 55082 Xlendi
55082 Xlendi este un asteroid din centura principală, descoperit pe 25 august 2001, de Jana Tichá și Miloš Tichý.